# Equipo Técnico de Acción ante Catástrofes
El Equipo Técnico de Acción ante Catástrofes (ETAC) es un grupo especial creado por el Gobierno de Córdoba, dependencia de la Policía de Córdoba, para intervenir en situaciones de emergencia, como incendios, inundaciones, rescates, etc. El ETAC trabaja en conjunto con las direcciones de defensa civil, bomberos y Policía.
El ETAC tiene como misión el mantenimiento del orden y la tranquilidad pública, el resguardo de la vida, los bienes y el medio ambiente, y la cooperación con el Poder Judicial y otros organismos de seguridad. El ETAC se rige por la Ley de Seguridad Pública para la Provincia de Córdoba (Ley N° 9235) y depende operativamente del Ministerio de Seguridad de Córdoba.
El lunes 12 de julio de 2021 se realizó el acto de presentación del ETAC en Santa María de Punilla.
El ETAC cuenta con una flota de 70 camionetas Y 5 autobombas, equipadas con recursos humanos, logísticos y tecnológicos, con accesorios tales como barrales lumínicos, altoparlantes tipo bocina, consolas electrónicas, sistemas de radio, malacates, enganches, matafuegos y faros para iluminación de maniobras nocturnas, entre otros.
El ETAC tiene bases operativas en las zonas de mayor riesgo de la provincia, como Punilla, Sierras Chicas, Traslasierra, el norte y Calamuchita.

## Requisitos

### Requisitos para inscribirse
- Los solicitantes deben ser de nacionalidad argentina, nativo o por opción.
- Tienen que tener entre 18 y 35 años de edad al momento del inicio del curso.
- Tienen que poseer estudios secundarios completos.
- Tienen que poseer domicilio en el territorio de la provincia de Córdoba.
- Tienen que tener certificación de idoneidad en Gestión de Riesgo Climático, Catástrofes y Protección Civil, expedido por la Secretaría de Gestión de Riesgo Climático, Catástrofes y Protección Civil de la provincia, al momento de la matriculación.
- Tienen que contar con un Informe Socioambiental favorable, que a criterio de la Junta de Selección, haga aconsejable su ingreso a la repartición.
- Los solicitantes no deben registrar antecedentes penales, ni contravencionales, ni antecedentes administrativos desfavorables, que, a criterio de la Junta de Selección, no hagan aconsejable su ingreso a la repartición.
- Deben de acreditar aptitud psicofísica para el desempeño del futuro cargo y función.
- Tienen que aprobar todas las instancias evaluativas.